# Кузавка (Володавський повіт)
Кузавка (пол. Kuzawka) — село в Польщі, у гміні Ганна Володавського повіту Люблінського воєводства.
Населення — 291 особа (2011).
У 1975-1998 роках село належало до Білопідляського воєводства.

## Демографія
Демографічна структура станом на 31 березня 2011 року:
|          | Загалом | Допрацездатний вік | Працездатний вік | Постпрацездатний вік |
| -------- | ------- | ------------------ | ---------------- | -------------------- |
| Чоловіки | 151     | 31                 | 99               | 21                   |
| Жінки    | 140     | 20                 | 73               | 47                   |
| Разом    | 291     | 51                 | 172              | 68                   |